# Giardia
Giardia is een geslacht van eencelligen die een parasitaire leefwijze vertonen.
Giardia werd in 1681 voor het eerst beschreven door de microscopist Antonie van Leeuwenhoek.

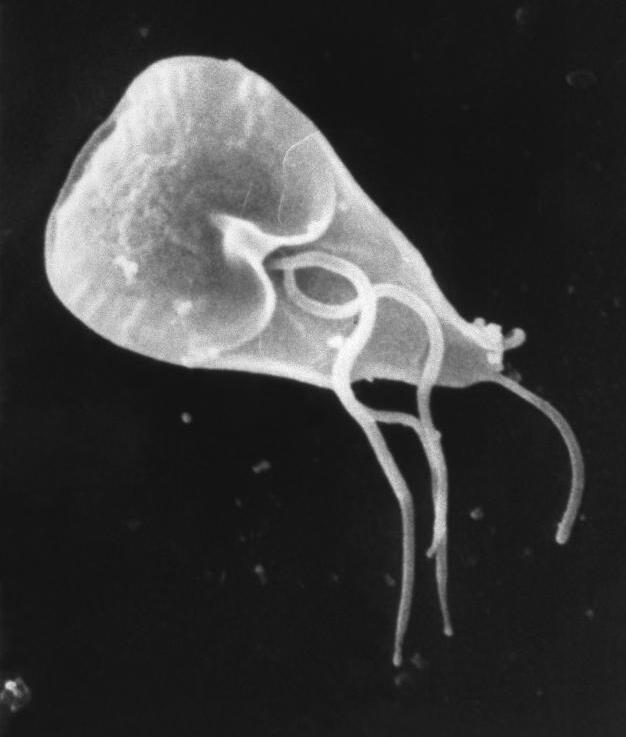
Giardia trofozoïet, Rasterelektronenmicroscoop-opname

Bij Giardia ontbreken de mitochondria en een Golgi-apparaat. Er zijn nog wel relicten van het mitochondrion aanwezig, die mitosomen worden genoemd. Deze mitosomen zijn betrokken in de aanmaak van ijzer-zwavelproteïnen. Giardia-parasieten worden gekenmerkt door, hebben als synapomorfie, vier flagellen en een ventrale zuignap. Ze hebben geen celmond (cytostoom).

## Genoom
Een Giardia isolaat (WB) was de eerste diplomonade waarvan het genoom gesequencet is. Het genoom bestaat uit 11,7 miljoen baseparen en heeft een compacte structuur. Een tweede isolaat (de B-assemblage) van de mens en een varken (de E assemblage) is eveneens gesequencet. Er zijn ongeveer 5000 genen in het genoom aanwezig en er zijn een aantal chromosomale herrangschikkingen.

## Levenscyclus
Als voorbeeld van de levenscyclus bij de Giardia-soorten wordt die van Giardia lamblia (synoniemen: G. duodenalis, G. intestinalis) beschreven.
De levenscyclus kent twee ontwikkelingsstadia: het stadium in de gastheer, een zoogdier, de trofozoïet en het stadium buiten de gastheer, de cyste.
Cysten zijn typerend ovaal van vorm en hebben vier haploïde kernen. Over de lengte is een axostyl aan te treffen. Cysten zijn zeer resistent en kunnen lang overleven in verscheidene milieus, zoals water.
De trofozoïet is 10-20μm lang en beschikt over twee haploïde kernen en 4 paren flagellen. Deze flagellen zorgen ervoor dat de trofozoïet zich actief kan voortbewegen. Kenmerkend is de zogenoemde traanachtige vorm. Deze is te herkennen door het anterieure gedeelte dat relatief bol en dik is en het posterieure gedeelte dat afloopt in een smalle punt. Aan de ventrale kant van het organisme kan men een zuignap waarnemen. Deze zuignap wordt door de parasiet gebruikt om zich aan de darmmucosa te hechten. De trofozoïet kan alleen voorkomen in een, voor de parasiet, gunstige omgeving (de darmen). Buiten de gastheer hebben trofozoïeten een geringe levensduur.
Het infectieuze stadium van Giardia is de cyste. De cysten van Giardia lamblia komen via de fecaal-orale route de gastheer binnen. Onder invloed van het zure milieu en andere factoren in de maag wordt het excysteringsproces in gang gezet, waarbij uit de cyste twee trofozoïeten (zichzelf voedende parasieten) vrijkomen. Dit proces vindt meestal plaats in het duodenum.
De ontstane trofozoïeten verplaatsen zich daarna verder het duodenum en jejunum in. De trofozoïet is de vegetatieve vorm en vermenigvuldigt zich ongeslachtelijk in het duodenum door middel van tweedeling. In het duodenum hechten de trofozoïeten zich aan de darmmucosa met hun zuignappen en veroorzaken daar symptomen zoals diarree en malabsorptie.
Onder invloed van galzouten kan een gedeelte van de trofozoïeten weer differentiëren tot cysten. Door dit encysteringsproces verliest het organisme zijn beweeglijkheid en worden de nieuw gevormde cysten afgevoerd met de feces. De cysten zijn onmiddellijk na uitscheiding infectieus. Ook trofozoïeten kunnen met de feces afgevoerd worden, door de verhoogde peristaltische bewegingen van de darm bij patiënten met gastro-intestinale klachten. Buiten de gastheer vormen de cysten weer een potentiële infectiebron voor een nieuwe gastheer en daarmee is de cyclus gesloten.

## Bestrijding
In besmet drinkwater kan de Giardia-parasiet niet alleen door chloor of ultraviolette straling volledig gedood worden. Alleen ultrafiltratie is voor ontsmetting van het drinkwater afdoende.
Giardia veroorzaakt de ziekte giardiasis. Tegen de ziekteverwekker bestaan antibiotica, met name metronidazol en tinidazol.

## Soorten
Het geslacht omvat de volgende 41 soorten met tussen haakjes de gastheer:
- Giardia agilis (Kikkervisjes)
- Giardia ardeae (Reigers)
- Giardia beckeri (Spermophilus tridecemlineatus)
- Giardia beltrani (Huismus)
- Giardia botauri (Noord-Amerikaanse roerdomp)
- Giardia bovis (Runderen)
- Giardia bradypi (Luiaards)
- Giardia canis (Honden)
- Giardia caprae (Varkens en Schapen)
- Giardia cati (Katten)
- Giardia caviae (Cavia-achtigen)
- Giardia chinchillae (Chinchilla)
- Giardia dasi (Viverrinae)
- Giardia equii (Paarden)
- Giardia floridae (Reigers)
- Giardia hegneri (Viverra tangalunga)
- Giardia herodiadis (Middelste zilverreiger)
- Giardia hyderabadensis (Vogels)
- Giardia lamblia[6] (Verschillende zoogdieren, ook bij de mens)
- Giardia irarae (Irara barbara)
- Giardia marginalis (Vogels)
- Giardia melospizae (Vogels)
- Giardia microti (Woelmuizen)
- Giardia muris (Knaagdieren)
- Giardia nycticori (Vogels)
- Giardia ondatrae (Muskusrat)
- Giardia otomyis (Otomys irroratus)
- Giardia pitymysi (Pitymys savii)
- Giardia pseudoardeae (Vogels)
- Giardia psittaci (Papegaaien)
- Giardia recurvirostrae (Vogels)
- Giardia sanguinis (Vogels)
- Giardia serpentis (Causus rhombeatus)
- Giardia simoni (Bruine rat)
- Giardia sturnellae (Vogels)
- Giardia suricatae (Stokstaartjes)
- Giardia tucani (Toekans)
- Giardia varani (Varanen)
- Giardia viscaciae (Lagostomus maximus)
- Giardia wenyoni (Slanke lori's)